# 자메이카 여인숙
《자메이카 여인숙》(영어: Jamaica Inn)은 대프니 듀모리에의 1936년 장편소설이다. 1815년경 영국 콘월 지방 전설로 알려진 난파선 약탈자들에 대한 시대극이다. 듀모리에가 1930년 실제 자메이카 여인숙에 머물렀던 경험에서 영감을 받았는데, 이 여인숙은 현재도 보드민 무어 한가운데서 술집으로 영업하고 있다. 앨프리드 히치콕이 감독한 동명의 영화로도 제작되었다.
소설은 어머니의 죽음 이후 고모 페이션스와 삼촌 조스가 있는 자메이카 여인숙으로 거처를 옮긴 메리 옐런이라는 여성의 이야기를 다룬다. 메리는 곧 이 여인숙이 지역 주민들에게 불신을 받는 불미스러운 장소이며, 삼촌이 밀수업자로 보이는 수상한 무리들과 긴밀한 관계를 맺고 있다는 사실을 알게 된다.
대한민국에는 현대문학에서 한애경, 이봉지 공역으로 출간되었다.

## 줄거리
메리 옐런은 23세로 헬퍼드의 한 농장에서 자랐다. 아버지와 어머니가 차례로 세상을 떠나고 농장이 쇠락하자, 그는 농장과 남은 가축들을 팔아야만 했다. 어머니와의 약속을 지키기 위해 메리는 유일하게 남은 친척인 어머니의 여동생 페이션스 멀린을 찾아 자메이카 여인숙이라는 마차 여인숙으로 향한다. 페이션스의 남편인 조스 멀린은 키가 2미터가 넘는 지역 폭력배이자 술주정뱅이였다. 음산하고 위협적인 여인숙에 도착한 메리는 한때 그를 사랑했던 부유하고 정직한 농부의 청혼을 받았던, 예쁘고 쾌활하며 친근했던 고모가 조스의 폭압 아래 유령같이 변해버린 모습을 발견한다. 손님도 없고 음식과 주로 술만을 제공하는 이 여인숙에서 무언가 이상한 일이 벌어지고 있음을 곧 깨닫게 된다. 술에 취해 있을 때 삼촌에게서 진실을 알아내려 하지만, 그는 "난 아직 왜 이 하느님도 잊은 곳에 사는지, 왜 자메이카 여인숙의 주인이 됐는지 말할 만큼 취하지 않았다"고 말한다.
메리와 조스의 동생 젬은 성탄절 전야에 작은 마차를 타고 황무지를 떠나 론스턴 마을에서 하루를 보낸다. 그곳에서 젬은 노스힐의 스콰이어 바삿에게서 훔친 말을 그의 아내에게 되팔았다. 다른 거래로 번 돈으로 젬은 메리에게 금귀걸이 한 쌍과 빨간 숄을 선물한다. 그는 메리에게 콘월 지방에 많은 '아내'가 있다고 고백한다. 젬이 지역 여인숙에서 하룻밤을 함께 보내자고 제안했지만 메리는 거절한다. 자메이카 여인숙으로 돌아갈 시간이 되자 젬은 마차(징글)를 가지러 간다며 메리를 떠나지만, 돌아오지 않는다. 메리는 걸어서 집으로 돌아가는 것 외에는 방법이 없었지만, 날씨와 거리 때문에 불가능하다는 것을 깨닫는다. 이때 프랜시스 데이비가 빌린 마차를 타고 지나가다가 그를 태워주겠다고 제안한다. 가는 길에 그는 영국 정부가 새해부터 영국 해안 순찰 체계를 구축하여 난파선 사고를 종식시키기로 결정한 회의에 다녀왔다고 설명한다. 그는 얼터넌으로 가기 위해 교차로에서 마차에서 내린다. 이후 마차는 삼촌의 난파선 약탈단에게 습격당하고 마부는 살해당한다. 도망치려다 해리에게 거의 강간당할 뻔한 메리는 저항했으나 붙잡혀 약탈단과 함께 가야만 했고, 그들이 '난파선 약탈'하는 것을 지켜봐야만 했다. 배의 선원들에게 경고하려 했으나 헛되었고, 약탈단은 배를 암초로 유인한 뒤 해안가로 헤엄쳐 오는 생존자들을 살해했다.
며칠 후, 젬이 여인숙에서 방에 갇혀 있는 메리와 대화를 나눈다. 젬의 도움으로 메리는 탈출하여 얼터넌으로 가서 목사에게 조스의 악행을 알리려 하지만 집에 없었다. 메리는 쪽지를 남기고 스콰이어의 집으로 가서 그의 아내에게 자초지종을 이야기하지만, 바삿 부인은 남편이 이미 조스를 체포할 증거를 확보하고 체포하러 갔다고 말한다. 바삿 부인은 운전기사에게 메리를 자메이카 여인숙으로 데려다주게 하는데, 스콰이어 일행보다 먼저 도착한다. 메리가 안으로 들어가보니 삼촌이 칼에 찔려 죽어 있었고, 곧이어 도착한 스콰이어와 그의 일행은 페이션스 역시 살해당한 것을 발견한다.
목사는 그날 오후 메리가 남긴 쪽지를 받고 여인숙에 도착해 하룻밤 묵을 곳을 제공한다. 다음 날, 메리는 목사의 책상 서랍에서 그림 한 장을 발견한다. 목사가 자신을 늑대로, 교인들을 양 머리를 한 모습으로 그린 것을 보고 충격을 받는다. 목사가 돌아와서 젬이 조스를 밀고했다고 메리에게 말한다. 메리가 그림을 봤다는 것을 알아차린 목사는 자신이 난파선 약탈단의 진짜 우두머리이며 조스와 페이션스의 살인에 직접적인 책임이 있다고 밝힌다. 그러고는 폭력을 휘두르겠다고 위협하며 메리를 인질로 잡고 목사관에서 도망친다. 목사는 기독교에서 깨달음을 찾으려 했으나 얻지 못했고, 대신 고대 드루이드교의 관행에서 깨달음을 얻었다고 설명한다. 스페인으로 항해할 배를 타기 위해 말을 타고 황무지를 가로질러 도망치는 동안, 스콰이어 바삿과 젬이 이끄는 수색대가 사냥개들과 함께 추격해온다. 결국 젬이 총을 쏠 수 있을 만큼 가까워지자 목사는 절벽에서 몸을 던지고, 메리는 구출된다.
메리는 바삿 부부와 그들의 두 자녀를 위해 하인으로 일할 기회를 얻지만, 대신 헬퍼드로 돌아가기로 계획한다. 1월 초, 돌아가는 날 황무지에서 수레를 몰고 가던 중 반대 방향으로 가는, 모든 짐을 실은 수레를 끌고 가던 젬과 마주친다. 잠시 이야기를 나눈 후, 메리는 헬퍼드로 돌아가려던 계획을 포기하고 젬과 함께 콘월을 떠나기로 결정한다.

## 등장인물
- 메리 옐런, 주인공
- 조슈아 "조스" 멀린, 여인숙 주인이자 메리의 삼촌
- 페이션스 멀린, 메리의 고모이자 조스의 아내
- 헨리 "해리", 행상인이자 조스의 동료
- 제레마이아 "젬" 멀린, 조스의 동생
- 스콰이어 바삿, 노스힐의 지주이자 지역 치안판사
- 프랜시스 데이비 목사, 얼터넌의 교구 목사
- 한나, 얼터넌 교구 목사의 가정부

- 바삿 부인, 스콰이어 바삿의 아내

## 각색

### 영화
- 이 소설은 1939년 앨프리드 히치콕이 감독하고 찰스 로턴과 모린 오하라가 주연한 영화로 제작되었다. 영화는 프랜시스 데이비가 험프리 펭갈런 경(래프턴)으로 대체되는 등 원작과 몇 가지 차이가 있다. 듀모리에는 이 영화를 탐탁지 않게 여겼다.[1][5]

### 텔레비전
- 《자메이카 인》(1983년), 제인 시모어, 트레버 이브, 빌리 화이트로, 패트릭 맥구한이 출연한 ITV 미니시리즈로, 히치콕의 영화보다 원작에 더 가까웠다.[1]
- 《로베르주 드 라 자메크》(1995년), 질 베아와 그의 딸 앨리스 베아가 출연한 프랑스 TV 영화.[1]
- 《자메이카 인》(2014년), 제시카 브라운 핀들리, 매슈 맥널티, 숀 해리스, 조앤 월리, 벤 대니얼스가 출연한 BBC 미니시리즈.[1]

## 주해
1. ↑  "징글"은 19세기에 영국 서부 지방에서 널리 사용되던 말 한 마리가 끄는 두 바퀴 달린 통 수레나 짐마차를 일컫는 용어였다.[4]